# Alexei Konstantinowitsch Tolstoi

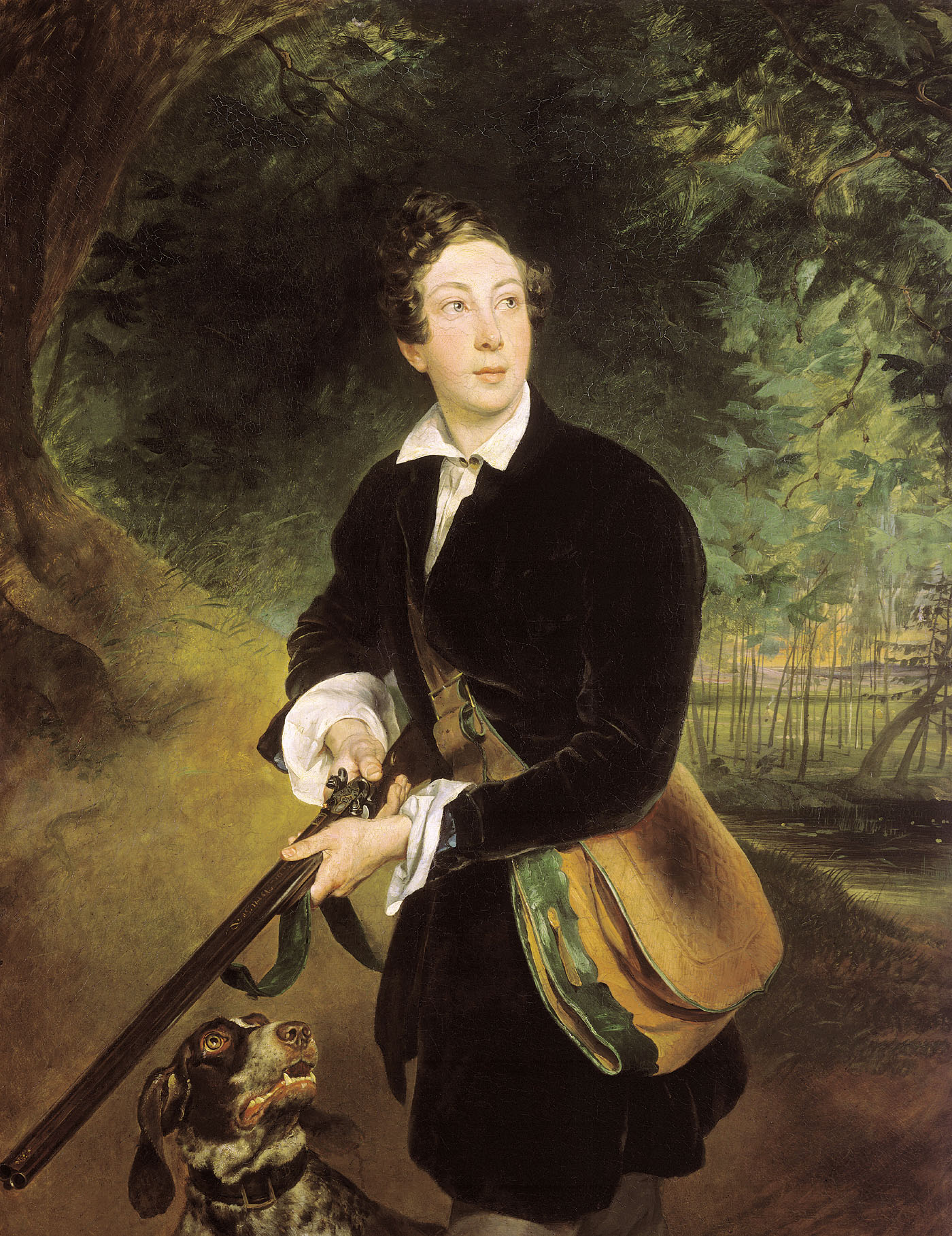
Alexei Konstantinowitsch Tolstoi.
Signatur – „Graf A. K. Tolstoi“:

Graf Alexei Konstantinowitsch Tolstoi (russisch Алексей Константинович Толстой, wissenschaftliche Transliteration Alexej Konstantinovič Tolstoj; * 24. Augustjul. / 5. September 1817greg. in Sankt Petersburg; † 28. Septemberjul. / 10. Oktober 1875greg. in Krasny Rog, Gouvernement Tschernigow) war ein russischer Schriftsteller, Dramatiker und Dichter.

## Leben
Tolstoi stammte aus der bekannten russischen Adelsfamilie der Tolstois und war ein Cousin von Lew Tolstoi. Kurz nach seiner Geburt trennten sich seine Eltern und er wurde von seiner Mutter und seinem Paten, dem Schriftsteller Alexei Perowski (Pseudonym: Antoni Pogorelski), erzogen. Seine frühe Kindheit verbrachte er auf den Landgütern seiner Mutter. 1826 wurde er in Sankt Petersburg in den Kreis um den jungen Thronfolger und späteren Zaren Alexander II. als Spielgefährte aufgenommen. Später lebte er bei Perowski in der heutigen Ukraine, wurde von Hauslehrern ausgebildet und begleitete seinen Patenonkel auf seinen Reisen ins Ausland; dabei lernte er unter anderem Goethe kennen. Angeregt und gefördert von dieser künstlerischen Umgebung, begann Tolstoi früh mit dem Schreiben.
Mit 17 Jahren, im Jahr 1834, schickte man Tolstoi zum Studium ins Archiv des Moskauer Außenministeriums; 1835 legte er eine Prüfung ab und wurde in den diplomatischen Dienst übernommen. 1836 starb sein Patenonkel Perowski. Einen ersten kleineren Posten übernahm Tolstoi 1837 bis 1840 bei der russischen Beobachtermission beim Bundesparlament in Frankfurt am Main. Bereits kurz nach dem Antritt verschaffte er sich jedoch Urlaub und bereiste in den folgenden Jahren Deutschland, Frankreich, Italien und auch Russland, um sich seiner literarischen Tätigkeit zu widmen. 1841 erschien unter dem Pseudonym „Krasnogorski“ seine erste Erzählung Der Vampir (Упырь). Er blieb jedoch offiziell in diplomatischen Diensten und erlangte bis 1851 den Rang eines Zeremonienmeisters. „Seine ersten literarischen Versuche bestanden in lyrischen Gedichten, die durch das in ihnen ausgesprochene tiefe Gefühl, durch die originellen Wendungen, die Frische und Schönheit der Naturschilderungen und die innige Liebe zum Volk große Beachtung fanden“ (Meyers Konversationslexikon 1888).
In den 1840er Jahren arbeitete Tolstoi an seinem historischen Roman Der silberne Fürst (Originaltitel: Князь Серебряный), den er 1861 fertigstellte. Gleichzeitig führte er ein mondänes, ungebundenes Leben, in dem er sich als Protegé des Zarewitschs einiges erlauben durfte. Dazu gehörte vermutlich auch seine langjährige und stürmische Liebesbeziehung mit Sofia Andrejewna Miller, der Ehefrau eines Gardeoffiziers, welcher lange nicht in die Scheidung einwilligte. Der Großteil von Tolstois Liebeslyrik aus dieser Zeit war an die Geliebte gerichtet. Viele seiner Gedichte und Balladen dieser Periode wurden von russischen Komponisten vertont.
Während des Krimkrieges (1853–1856) meldete sich Tolstoi – dem allgemeinen patriotischen Aufschwung folgend – zum Heer, wurde aber wegen einer Typhuserkrankung nicht an der Front eingesetzt. Nach seiner Rückkehr – Alexander II. folgte seinem Vater auf den Zarenthron – wurde er bei der Krönungszeremonie als Flügeladjutant eingesetzt und später zum kaiserlichen Jägermeister befördert. Seine Nähe zum Zaren nutzte Tolstoi, um in Ungnade gefallenen Freunden zu helfen, darunter Iwan Sergejewitsch Turgenew. Auch für die Rückkehr Taras Schewtschenkos aus der kaukasischen Verbannung setzte er sich ein.
1859 erbat er sich erneut unbegrenzten Urlaub vom Dienst, und 1861 zog er sich endgültig ins Privatleben zurück, um sich seitdem vollständig der Dichtung zu widmen. Bereits 1854 schuf er zusammen mit seinen beiden Vettern Alexei und Wladimir Schemtschuschnikow unter dem Pseudonym Kosma Prutkow parodistische und literaturkritische Texte, die in den Zeitschriften Sowremennik und Iskra veröffentlicht wurden. 1863 folgte ein Nekrolog auf den fiktiven Kosma Prutkow.
Nach seiner Versetzung in den Ruhestand lebte der Dichter auf seinen Gütern in der Nähe von St. Petersburg und im Gouvernement Tschernigow; 1862 erschien sein Drama Don Juan (Дон Жуан), eine originelle Variation des bekannten Stoffes, danach eine Trilogie von Zarendramen: Der Tod Iwans des Schrecklichen (Смерть Иоанна Грозного, 1866), Zar Fedor Iwanowitsch (Царь Федор Иоаннович, 1868) und Zar Boris (Царь Борис, 1870).
In seinen späten Jahren wandte Tolstoi sich wieder verstärkt satirischen Balladen und Gedichten zu. 1873 wurde er zum korrespondierenden Mitglied der Russischen Akademie der Wissenschaften gewählt. Seine materielle Situation verschlechterte sich in diesen Jahren erheblich, ebenso wie seine Gesundheit. Am 10. Oktober 1875 starb er auf seinem ukrainischen Landgut in Krasny Rog.
Eine vollständige Sammlung seiner lyrischen und epischen Dichtungen erschien 1878.

## Werke
- Die Familie des Wurdalak (1840)
- Der Vampir (1841)
- Die Sünderin (1858)
- Don Juan (1862)
- Der Tod Iwans des Schrecklichen (1866)
- Zar Fedor Iwanowitsch (1868)
- Zar Boris (1870)
- Der Drache (1875)
- Fürst Serebrenny (deutsch, Berl. 1882; auch erschienen unter dem Titel Zar Iwan der Schreckliche)